# アルカスSASEBO
アルカスSASEBO（あるかすさせぼ）は、長崎県佐世保市三浦町にある多目的ホール。長崎県が設置する「県民文化ホール『シーサイドホール・アルカスさせぼ』」と、佐世保市が設置する「佐世保地域交流センター」の複合施設であり、財団法人佐世保地域文化事業財団が指定管理者として管理運営を行っている。

## 沿革
佐世保駅の高架化に伴う周辺の土地区画整理事業の目玉として建設された。オープン翌年の2002年には佐世保市市制100周年記念事業に関連するイベントが多く開かれた。
- 2001年
  - 3月1日 - オープン。
  - 3月6日 - B'z「LIVE-GYM 2001 "ELEVEN" -Preview-」を大ホールで開催。
  - 11月6日 - 宝塚歌劇団月組公演「大海賊 -復讐のカリブ海-」「ジャズマニア」を大ホールで開催[1]。
- 2002年
  - 4月1日 - 佐世保市市制100周年記念事業開幕式典を大ホールで開催（総合司会・早霧せいな）。
  - 11月17日 - 第22回全国豊かな海づくり大会式典を大ホールで開催。天皇・皇后が臨席。
- 2009年
  - 7月16日 - 第45回献血運動推進全国大会式典を大ホールで開催。皇太子が臨席。
  - 8月3日、B'z「SHOWCASE 2009 -B'z In Your Town-」を大ホールで開催[2]。
- 2011年
  - 6月11日-12日 - 福岡デザイン専門学校「学生作品展&進学相談会」をイベントホールで開催[3]。
  - 6月26日 - 新日本フィルハーモニー交響楽団特別演奏会を大ホールで開催（指揮：ダニエル・ハーディング、チェロ：ウェン=シン・ヤン）[4]。
- 2014年
  - 3月20日 - 斉藤和義「LIVE TOUR 2013-2014 "斉藤&和義"」を大ホールで開催[5]。
- 2016年
  - 2月11日 - 斉藤和義「LIVE TOUR 2015-2016 "風の果てまで"」を大ホールで開催[6]。
  - 3月10日-11日 - 「地方創生フォーラム in SASEBO」を大ホール（10日）、中ホール（11日）で開催（司会：川田裕美、プロデュース：菅賢治）[7]。

### 施設
- シーサイドホール・アルカスさせぼ
  - 大ホール - 西九州最大級の規模を持つ、フル編成のオーケストラによる演奏も可能な、プロセニアム形式の多目的ホール。客席数2,000席。
  - 中ホール - 室内楽等の演奏を主な目的とした音楽専用ホール。客席数500席。
  - イベントホール - 1階エントランスから直接入れる。床・椅子とも可動式の多目的スペース。舞台形式の時の客席数350席。
  - リハーサル室 - 大ホール舞台とほぼ同じ床面積を有する。

- 佐世保地域交流センター
  - 会議室 - 特別会議室と大中小の3つの会議室がある。
  - 茶室・和室
  - 佐世保市男女共同参画センター「スピカ」
  - 交流スクエア - 1階エントランス奥にあり、写真・絵画の展覧会等に利用されている。

- レストラン すばる - 4階南側に位置する展望レストラン。
- サザンクロス - 1階北側に位置するカフェレストラン。

## 建築概要
- 敷地面積　10,453平方メートル
- 建築面積　6,986平方メートル
- 延床面積　22,582平方メートル
- 総事業費　約151億円

## アクセス
- JR・松浦鉄道佐世保駅から歩行者専用道路または国道35号で徒歩3分
- 西肥バス（させぼバスも含む）「戸尾町」下車
- 西九州自動車道佐世保みなとICから車で5分